# مایل هستید برقصیم؟ (فیلم ۲۰۰۴)
ممکنه با هم برقصیم؟ (به انگلیسی: Shall We Dance?) فیلمی آمریکایی به کارگردانی پیتر چلسام محصول سال ۲۰۰۴ است. داستان فیلم برگرفته از فیلمی ژاپنی به همین نام است. بازیگران اصلی این فیلم ریچارد گی‌یر و جنیفر لوپز بازیگر و خواننده مشهور آمریکایی هستند. این فیلم در ژانر فیلم‌های موزیکال قرار می‌گیرد. ترانه‌های متن این فیلم توسط گروه موسیقی مشهور آمریکایی پوسی کت دالز اجرا شده‌است که بیش تر بازسازی ترانه‌هایی از خوانندگان قدیمی تر مانند دین مارتین می‌باشد.